# Nigéria nos Jogos Paralímpicos de Verão de 2012
A Nigéria participou dos Jogos Paralímpicos de Verão de 2012, que aconteceram em Londres, na Grã-Bretanha.

## Medalhistas
| Atleta                 | Esporte              | Evento                   | Medalha |
| ---------------------- | -------------------- | ------------------------ | ------- |
| Yakubu Adesokan        | Levantamento de peso | Até 48 kg masculino      | Ouro    |
| Ivory Nwokorie         | Levantamento de peso | Até 44 kg feminino       | Ouro    |
| Esther Oyema           | Levantamento de peso | Até 48 kg feminino       | Ouro    |
| Joy Onaolapo           | Levantamento de peso | Até 52 kg feminino       | Ouro    |
| Loveline Obiji         | Levantamento de peso | Até 82.5 kg feminino     | Ouro    |
| Grace Anozie           | Levantamento de peso | Mais de 82.5 kg feminino | Ouro    |
| Ikechukwu Obichukwu    | Levantamento de peso | Até 52 kg masculino      | Prata   |
| Anthony Ulonnam        | Levantamento de peso | Até 56 kg masculino      | Prata   |
| Ifeanyi Nnajiofor      | Levantamento de peso | Até 60 kg masculino      | Prata   |
| Lucy Ejike             | Levantamento de peso | Até 56 kg feminino       | Prata   |
| Folashade Oluwafemiayo | Levantamento de peso | Até 75 kg feminino       | Prata   |
| Victoria Nneji         | Levantamento de peso | Até 67.5 kg feminino     | Bronze  |

## Desempenho

### Atletismo
Masculino
| Atletas                 | Evento          | Preliminares | Preliminares | Semifinal   | Semifinal   | Final       | Final       |
| Atletas                 | Evento          | Marca        | Posição      | Marca       | Posição     | Marca       | Posição     |
| ----------------------- | --------------- | ------------ | ------------ | ----------- | ----------- | ----------- | ----------- |
| Olusegun Francis Rotawo | 100 m rasos T11 | DSQ          | DSQ          | Não avançou | Não avançou | Não avançou | Não avançou |

### Levantamento de peso
Masculino
| Atletas             | Evento   | Resultado | Posição |
| ------------------- | -------- | --------- | ------- |
| Yakubu Adesokan     | -48 kg   | 180,0     |         |
| Ikechukwu Obichukwu | -52 kg   | 175,0     |         |
| Anthony Ulonnam     | -56 kg   | 188,0     |         |
| Ifeanyi Nnajiofor   | -60 kg   | 188,0     |         |
| Tolu-Lope Taiwo     | -67.5 kg | 185,0     | 5º      |
| Opeyemi Jegede      | -82.5 kg | 205,0     | 4º      |
| Abdulazeez Ibrahim  | -90 kg   | DNS       | DNS     |
| Obioma Aligekwe     | -100 kg  | 225,0     | 5º      |

Feminino
| Atletas                | Evento   | Resultado | Posição |
| ---------------------- | -------- | --------- | ------- |
| Ivory Nwokorie         | -44 kg   | 109,0     |         |
| Esther Oyema           | -48 kg   | 135,0     |         |
| Joy Onaolapo           | -52 kg   | 131,0     |         |
| Lucy Ejike             | -56 kg   | 135,0     |         |
| Victoria Nneji         | -67.5 kg | 125,0     |         |
| Folashade Oluwafemiayo | -75 kg   | 146,0     |         |
| Loveline Obiji         | -82.5 kg | 145,0     |         |
| Grace Anozie           | +82.5 kg | 162,0     |         |

### Tênis em cadeira de rodas
Masculino
| Atleta       | Evento  | Fase de 64                | Fase de 32                  | Oitavas              | Quartas              | Semifinal            | Final                | Pos.        |
| Atleta       | Evento  | Adversário resultado      | Adversário resultado        | Adversário resultado | Adversário resultado | Adversário resultado | Adversário resultado | Pos.        |
| ------------ | ------- | ------------------------- | --------------------------- | -------------------- | -------------------- | -------------------- | -------------------- | ----------- |
| Wasiu Yusuf  | Simples | USA N. Yablong V 6-2, 6-3 | NED M. Scheffers D 2-6, 1-6 | Não avançou          | Não avançou          | Não avançou          | Não avançou          | Não avançou |
| Alex Adewale | Simples | FRA N. Peifer D 0-6, 1-6  | Não avançou                 | Não avançou          | Não avançou          | Não avançou          | Não avançou          | Não avançou |